# Willem Verbon
Willem Adolf Verbon (Rotterdam, 28 oktober 1921 – aldaar, 9 november 2003) was een Nederlands beeldhouwer.

## Leven en werk
Willem of Wim Verbon maakte veel bronzen beelden voor de openbare ruimte, vooral in zijn woonplaats Rotterdam en omgeving. Zijn werk bestaat vooral uit figuratieve sculpturen, meestal historische figuren voorstellend. Het meeste werk kwam tot stand in samenwerking met Verbons levensgezel en assistent Kees van der Sluis.
Tot de bekendste Rotterdamse werken horen het borstbeeld van Karel Doorman uit 1959 in de Karel Doormanstraat, het beeld Bep van Klaveren uit 1992 dat aan de Boezemsingel staat en de sculptuur van koningin Wilhelmina uit 1998 op de Kop van Zuid. Daar staat ook zijn beeld van Desiderius Erasmus (2001).
In 1997 onthulde president Bill Clinton tijdens zijn bezoek aan Rotterdam een door Willem Verbon gemaakt reliëf ter nagedachtenis aan generaal Marshall. De kunstenaar ontwierp ook een beeldentuin met bronzen beelden van figuren uit de Griekse mythologie voor Humanitas in Hillegersberg.
Na het overlijden van Verbon werd in 2004 op de Müllerpier de permanente beeldenexpositie “Sterke Stad” geopend. De 38 beelden en reliëfs uit deze expositie waren al eerder te zien geweest in 2001, toen Rotterdam de Culturele Hoofdstad van Europa was. Het betreft beelden of reliëfs van belangrijke personen uit de geschiedenis van Rotterdam en door Verbon bewonderde kunstenaars, waaronder Erasmus, de componist Willem Pijper, de schilders Henk Chabot en Pablo Picasso en de beeldhouwer Ossip Zadkine. Een belangrijk deel gaat over de oorlog, met sculpturen als 'Strijder’, 'Agressor' en 'Mei 1940'. Het beeld van Wilhelmina is in de verzameling opgenomen, evenals beelden van Winston Churchill en prins Bernhard.
Aan de baai van Matanzas op Cuba staat een beeld van Piet Hein gemaakt door Willem Verbon.

## Afbeeldingen

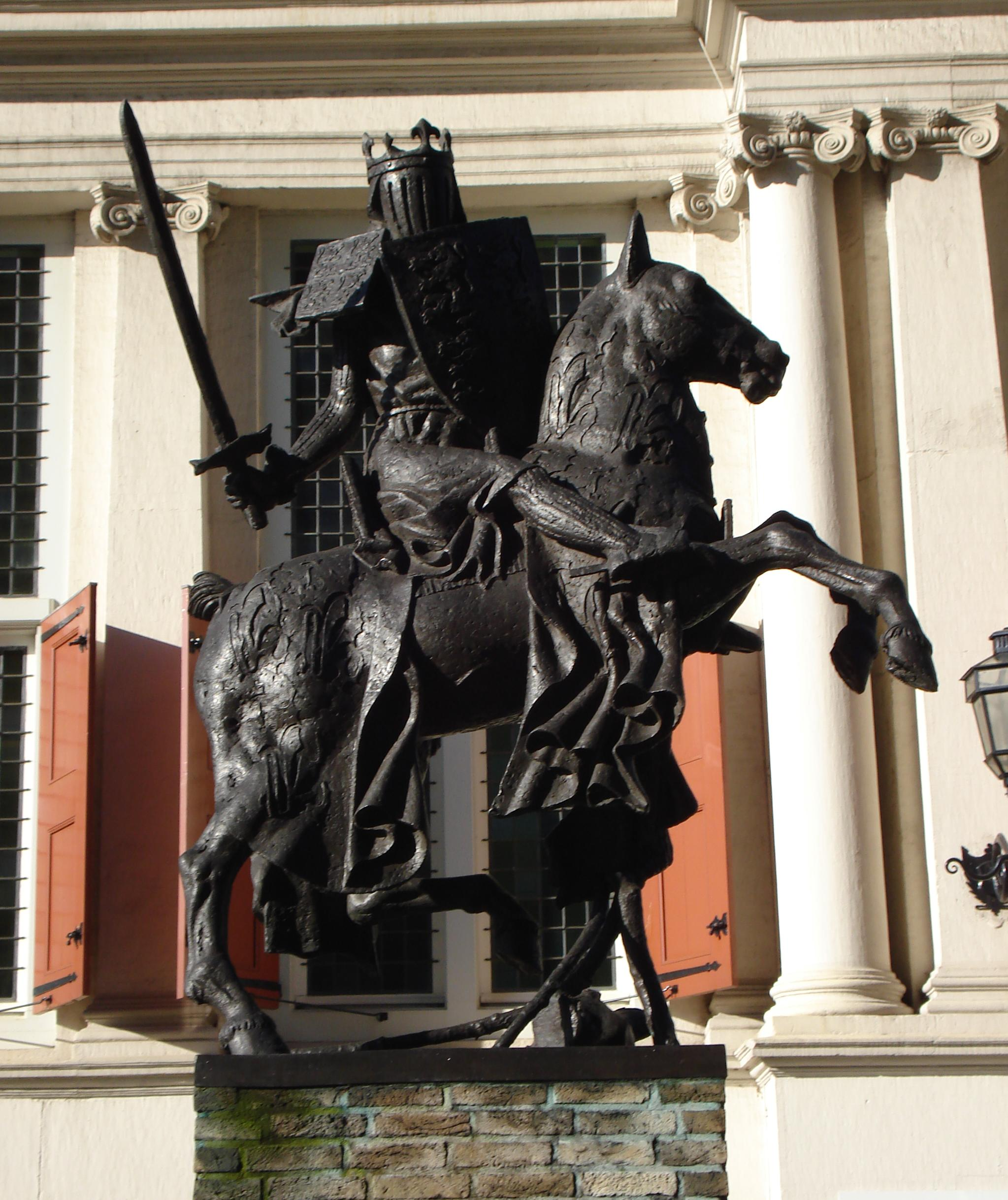
Beeld van graaf Willem IV van Holland, Korte Hoogstraat
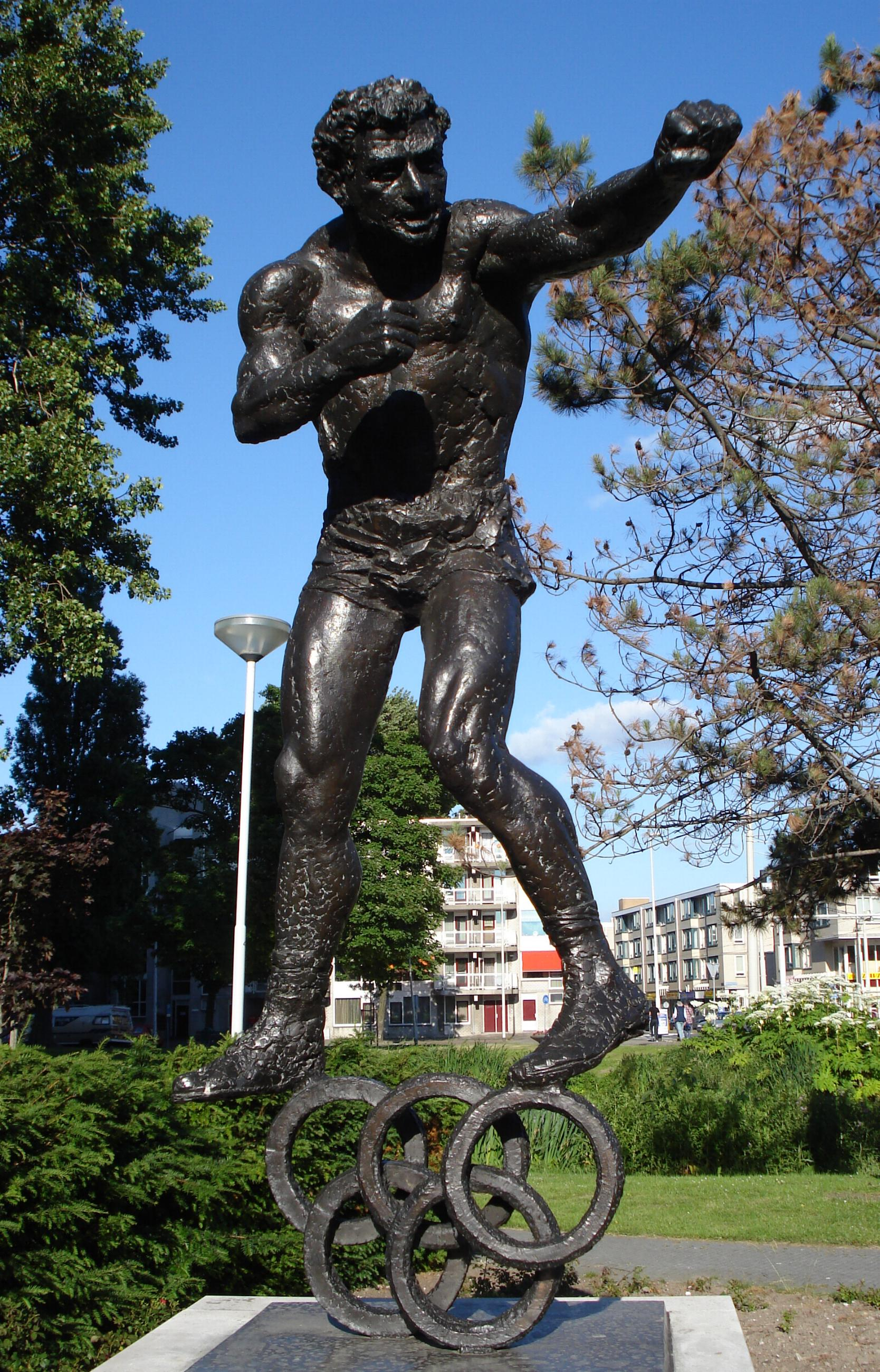
Beeld van Bep van Klaveren, Boezemsingel
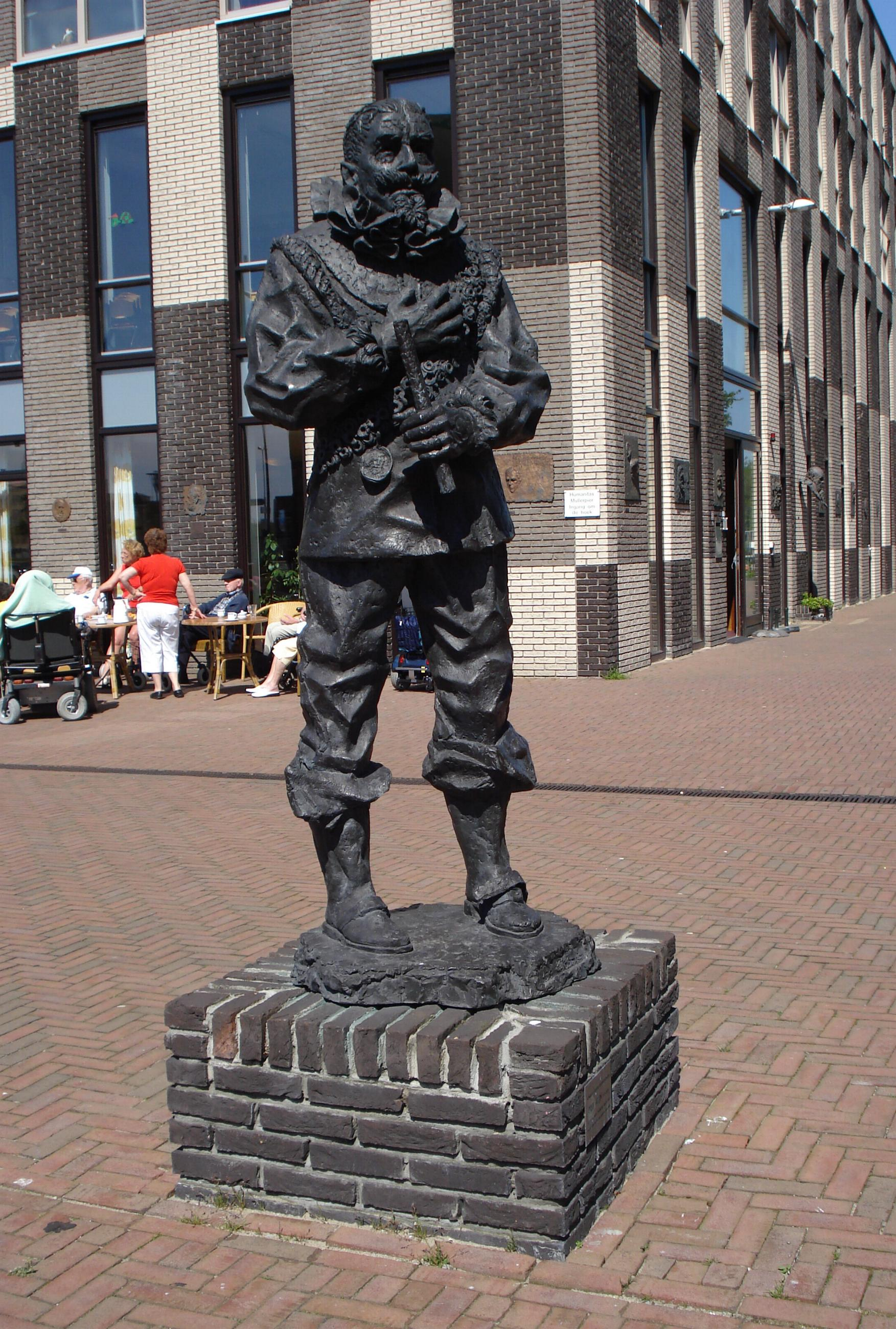
Beeld van Piet Hein aan de Müllerpier
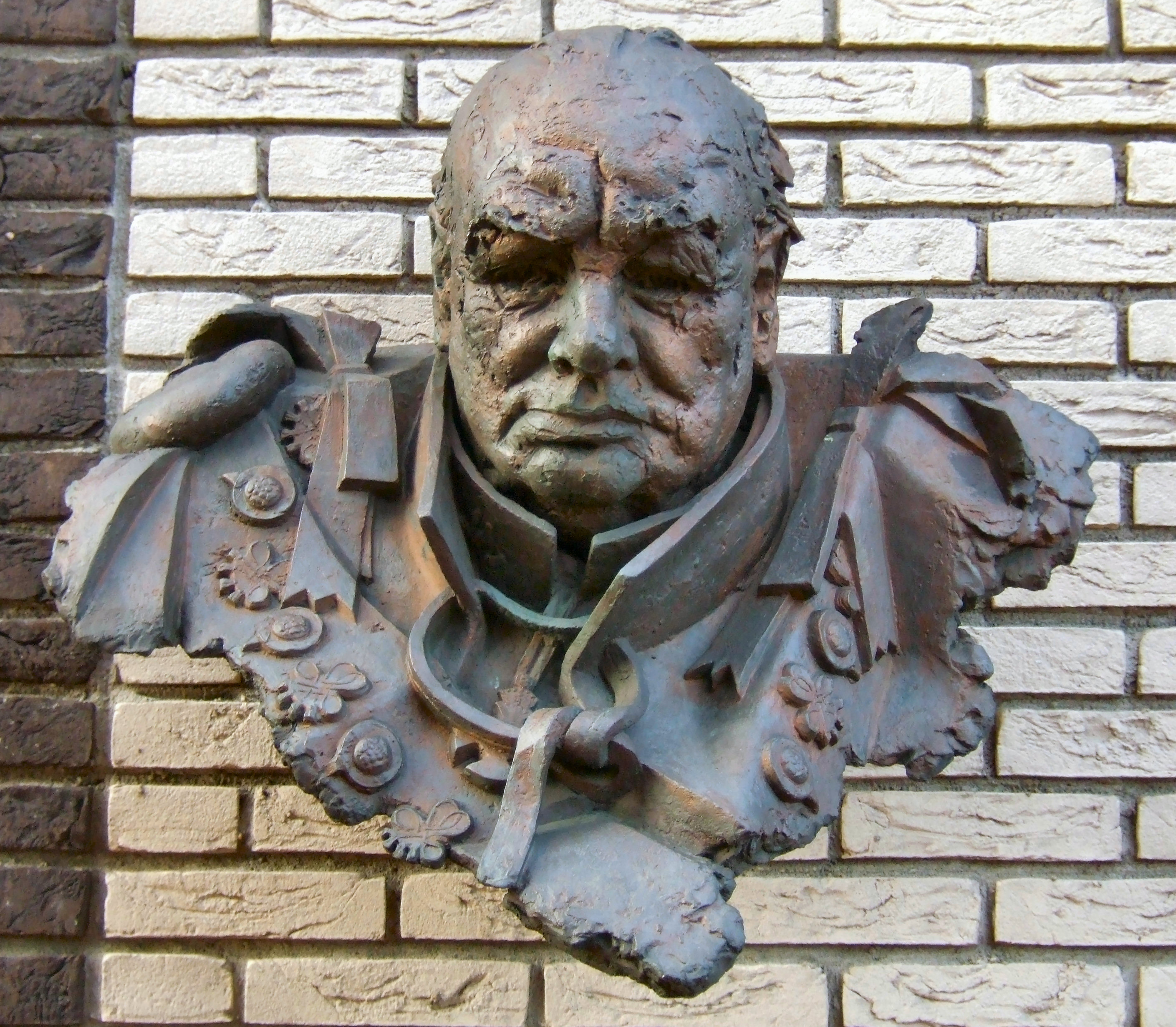
Borstbeeld van Winston Churchill aan de Müllerpier
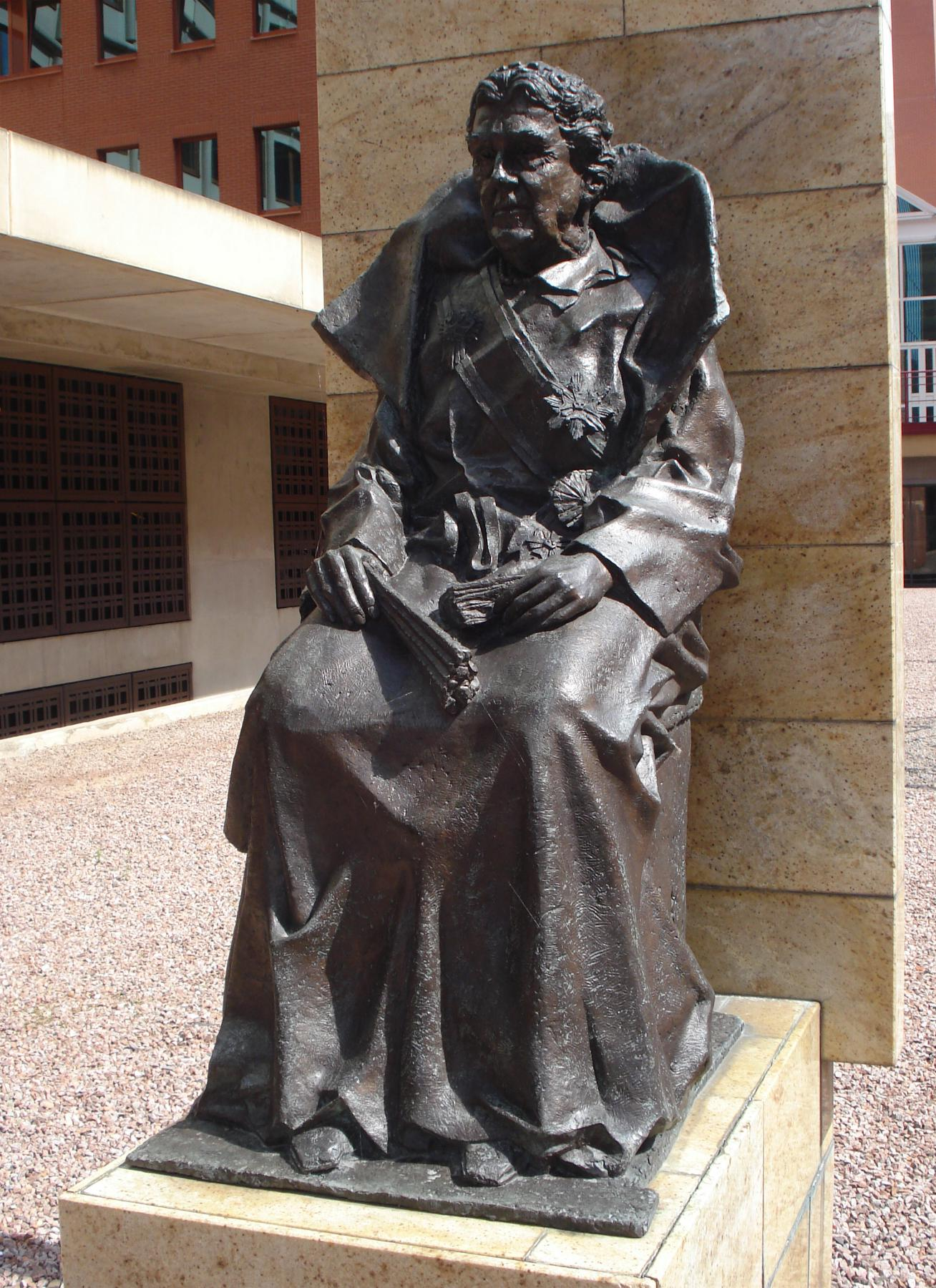
Beeld van Koningin Wilhelmina, Kop van Zuid, Wilhelminahof
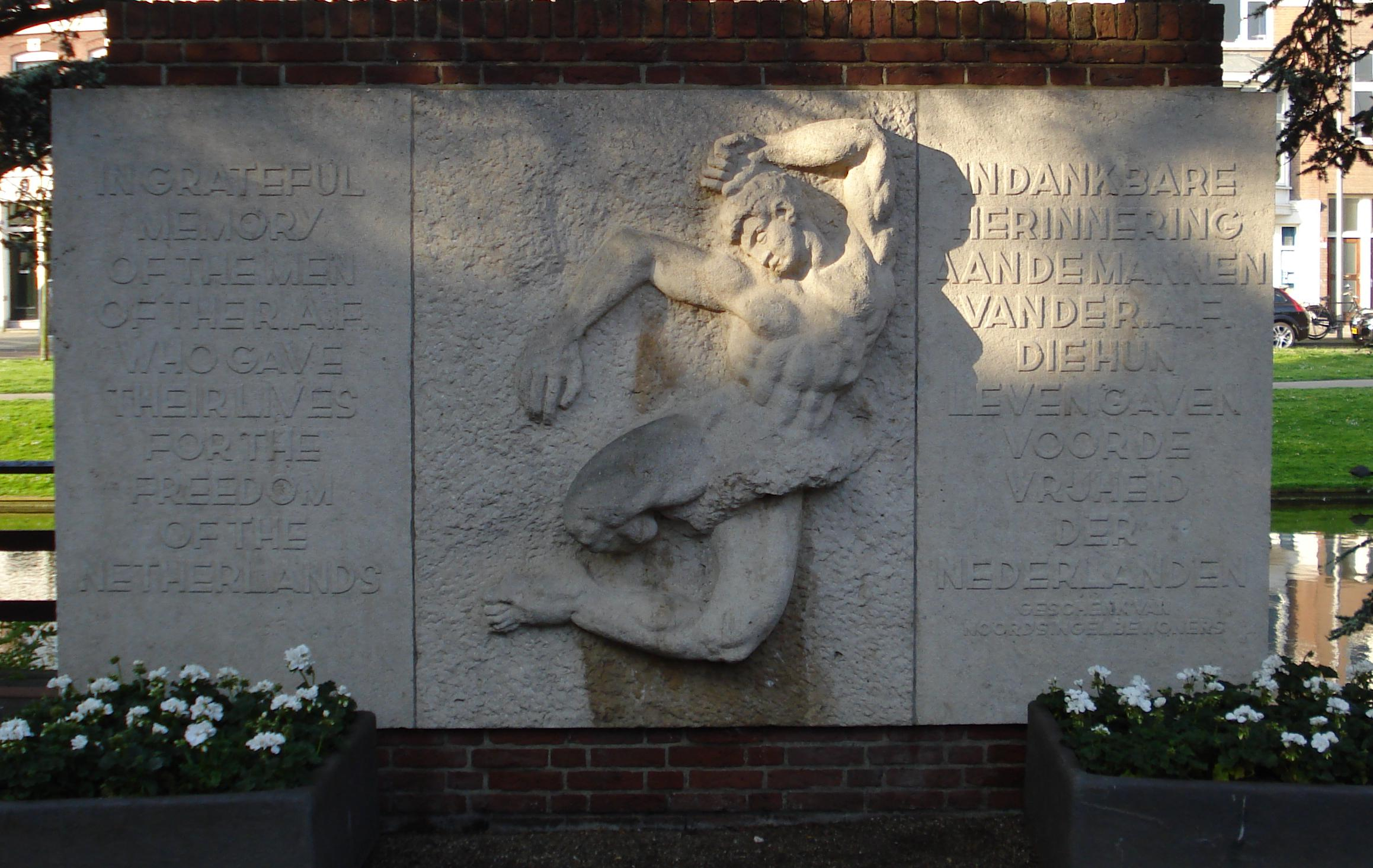
Monument voor Engelse vliegers, Noordsingel
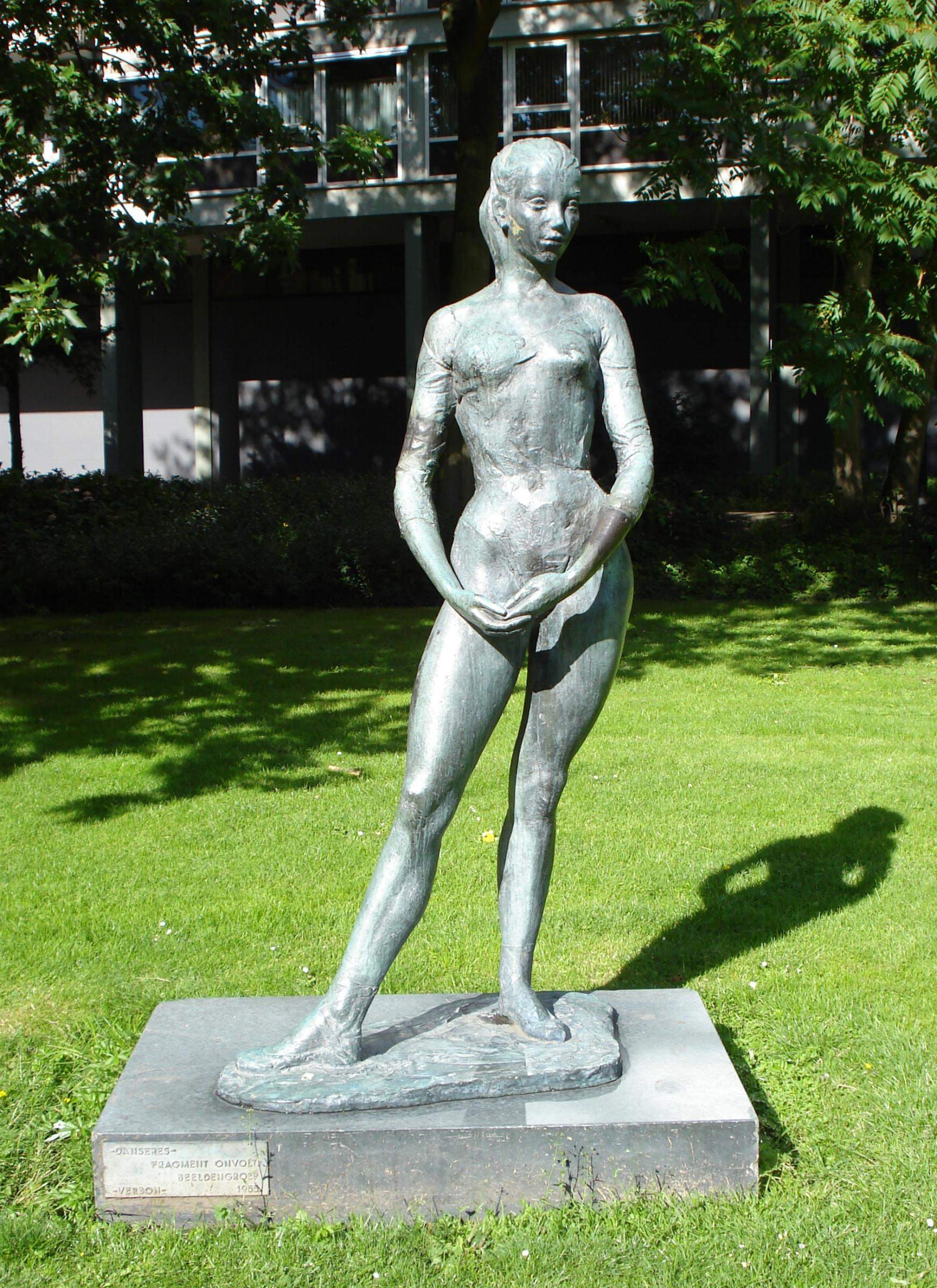
Danseres, Jan Evertsenplaats
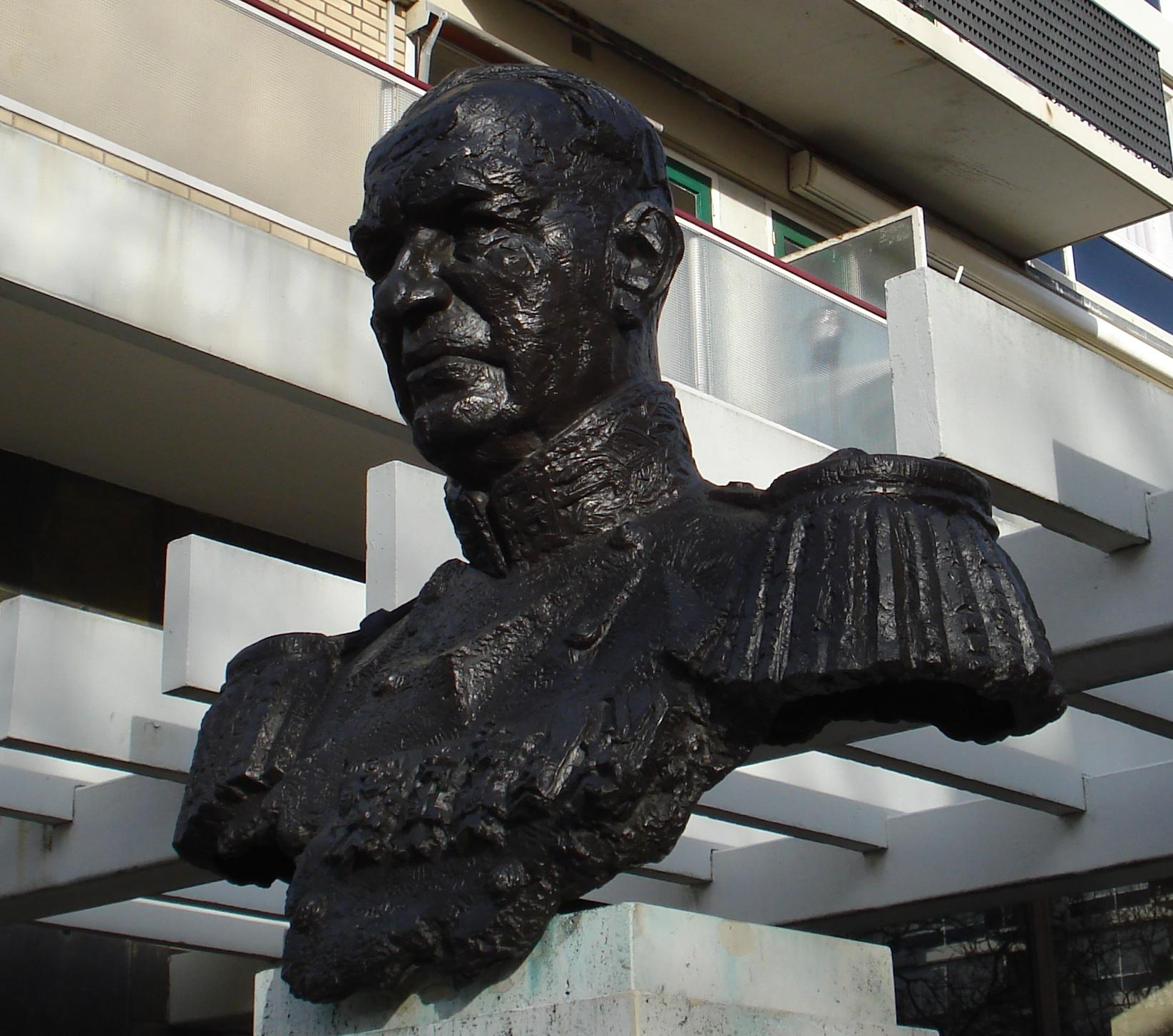
Beeld van Karel Doorman, Karel Doormanstraat
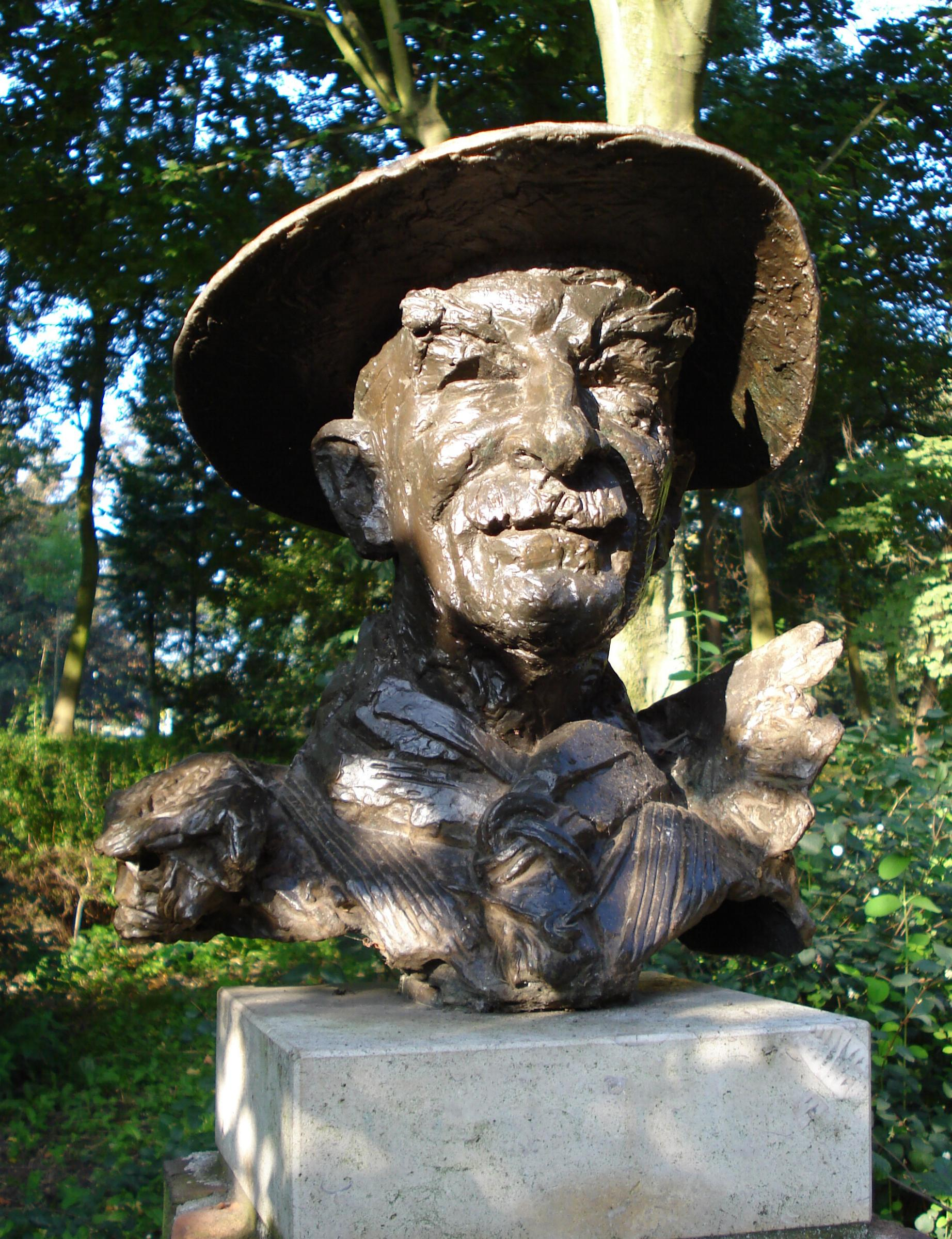
Beeld van Baden Powell, Park
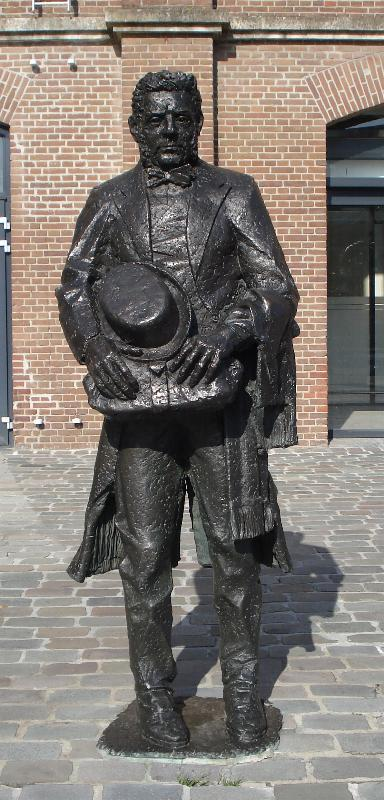
Beeld van Lodewijk Pincoffs, Kop van Zuid
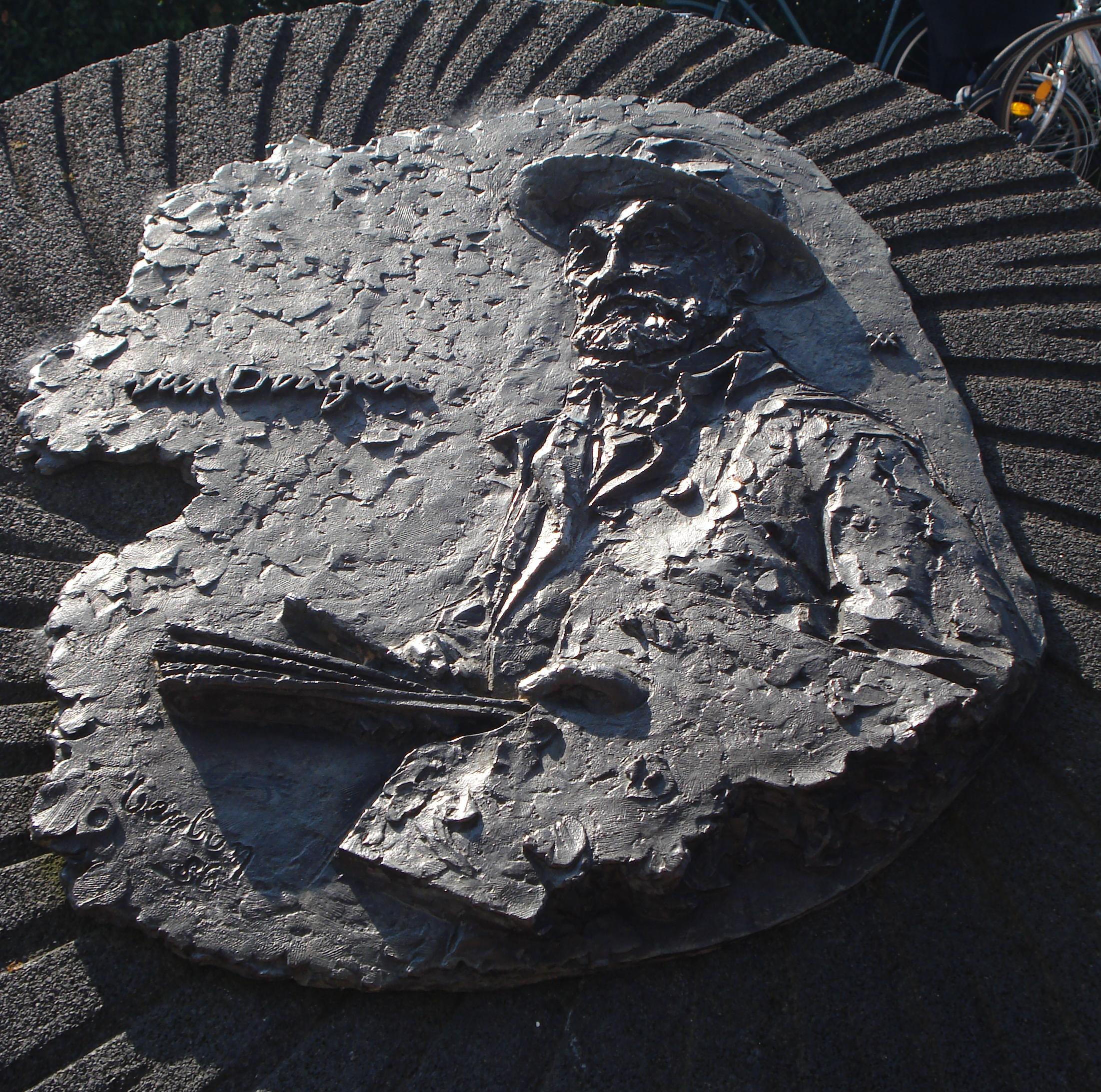
Reliëf van Kees van Dongen, Achterhaven
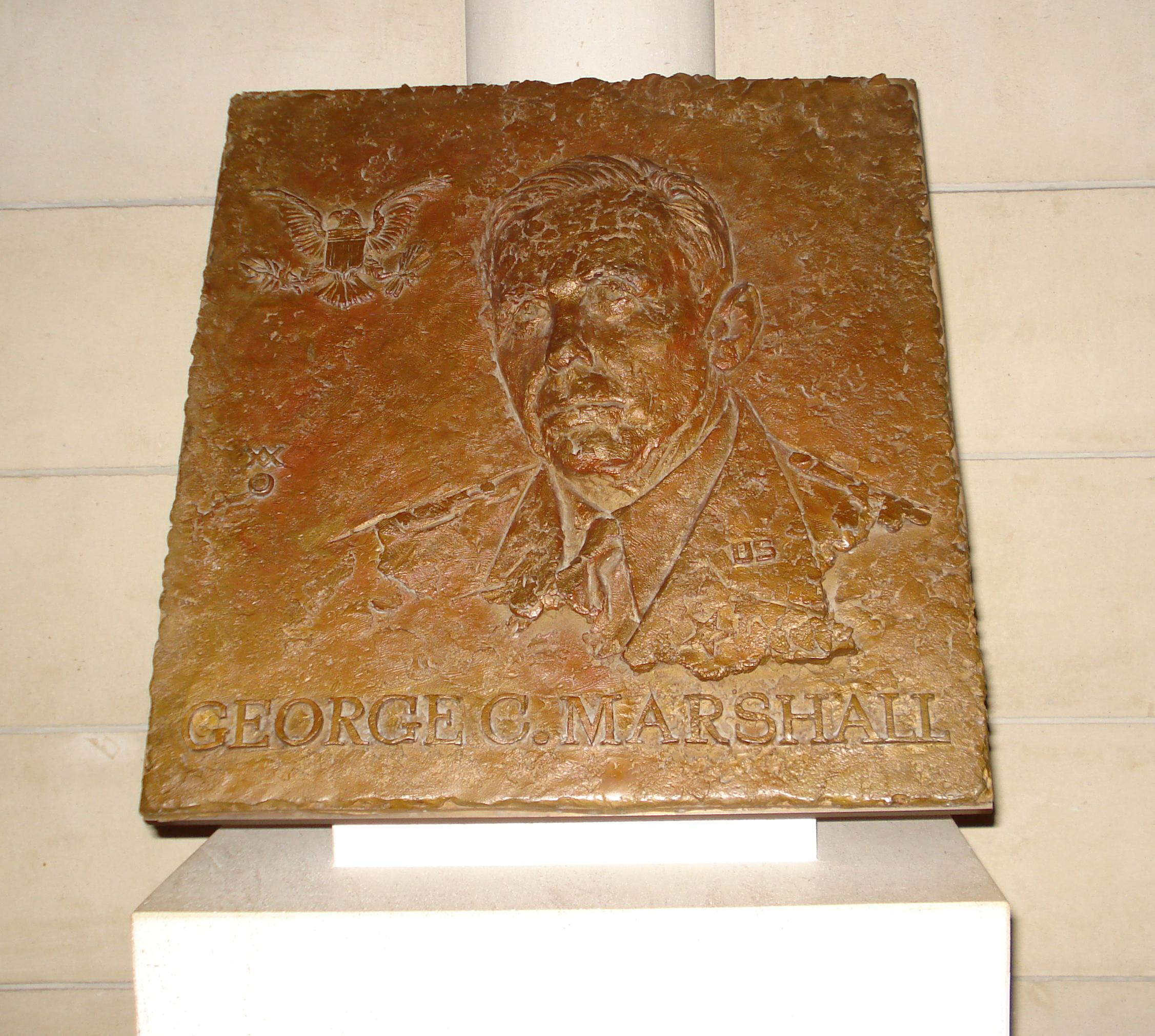
Reliëf van George Marshall, stadhuis

- Biografisch Portaal: 05901959
- International Standard Name Identifier: 0000 0003 9524 873X
- Nederlandse Thesaurus van Auteursnamen: 161333206
- RKD-Nederlands Instituut voor Kunstgeschiedenis: 80084
- Virtual International Authority File: 289884619
- WorldCat: E39PBJx4qkDrQFRTckhr6kyrv3